# Palme
Palme es una freguesia portuguesa del concelho de Barcelos, con 9,72km² de superficie y 1072 habitantes (2001). Densidad de población: 110,3 hab/km².

## Patrimonio
- Monasteiro de Palme